# 납땜 (수학)
미분기하학에서 납땜(영어: soldering)은 올다발의 수직 벡터 다발과 올다발의 밑공간의 접다발 사이의 동형 사상이다. 이를 통해, 올다발의 올들이 "수평 방향"으로 붙어 있다고 간주할 수 있다.

## 정의
다음 데이터가 주어졌다고 하자.
- 매끄러운 다양체 {\displaystyle M}
- 매끄러운 올다발 {\displaystyle \pi \colon E\twoheadrightarrow M}. 또한, {\displaystyle E} 역시 다양체라고 하자.

그렇다면, {\displaystyle E}의 납땜 {\displaystyle (o,\theta )}은 다음과 같은 데이터로 주어진다.
- 매끄러운 단면 {\displaystyle o\in \Gamma (E)}
- 매끄러운 벡터 다발의 동형 {\displaystyle \theta \colon \mathrm {T} M\to o^{*}\mathrm {V} E}. 여기서 {\displaystyle \mathrm {V} E}는 {\displaystyle E}의 수직 벡터 다발이며, {\displaystyle o^{*}}는 벡터 다발의 당김이다.

이에 따라, {\displaystyle \theta }는 다음과 같은, {\displaystyle \mathrm {V} E}값의 1차 미분 형식으로 여길 수 있다.
{\displaystyle \theta \in \Omega ^{1}(M;o^{*}\mathrm {V} E)}
이를 납땜 형식(-形式, 영어: solder form)이라고 한다.
만약 {\displaystyle E}가 이미 매끄러운 벡터 다발이라면, 그 위의 납땜을 보통 암묵적으로 {\displaystyle o\in \Gamma (E)}가 {\displaystyle o=0}이 되게 잡는다.

## 성질
다양체 {\displaystyle M} 위의 매끄러운 올다발 {\displaystyle E} 위에 납땜이 존재할 필요 조건은 {\displaystyle \dim E=2\dim M}인 것이다.

## 예
다양체 {\displaystyle M} 위의 접다발 {\displaystyle \mathrm {T} M}은 자명한 납땜 형식을 갖는다. (이 경우 {\displaystyle \mathrm {V} \mathrm {T} M=\mathrm {T} M}이다.)

### 리만 다양체
매끄러운 다양체 {\displaystyle M} 위의 일반화 리만 계량 {\displaystyle g}은,  공변접다발 {\displaystyle \mathrm {T} ^{*}M} 위의 납땜 {\displaystyle (o,\theta )} 가운데 다음 조건을 만족시키는 것과 사실상 동치인 개념이다.
{\displaystyle o=0}이며, 임의의 {\displaystyle x\in M} 및 {\displaystyle u,v\in \mathrm {T} _{x}M}에 대하여 {\displaystyle \theta (u)(v)=\theta (v)u}
위 조건은 일반화 리만 계량의 대칭성을 나타내며, 일반화 리만 계량의 비퇴화성은 {\displaystyle \theta }가 벡터 다발의 동형이어야 한다는 것에 해당한다.
구체적으로, 일반화 리만 계량 {\displaystyle g}는 벡터 다발의 동형
{\displaystyle \theta \colon \mathrm {T} M\to \mathrm {T} ^{*}M}
{\displaystyle \theta \colon (x,v)\mapsto \left(x,g(v,-)\right)}
을 정의한다. 반대로, 위 조건을 만족시키는 납땜 {\displaystyle \theta \colon \mathrm {T} M\to \mathrm {T} ^{*}M}이 주어졌을 때, 일반화 리만 계량
{\displaystyle g(u,v)=\left(\theta (u)\right)(v)=\left(\theta (v)\right)(u)}
를 정의할 수 있다.

### 심플렉틱 다양체
심플렉틱 다양체 {\displaystyle (M,\omega )}가 주어졌다고 하자. 그렇다면, 다발 사상
{\displaystyle \mathrm {T} M\to \mathrm {T} ^{*}M}
{\displaystyle (x,v)\mapsto (x,\omega (v,-))}
은 공변접다발 {\displaystyle \mathrm {T} ^{*}M} 위의 납땜을 정의한다.

### 연관 벡터 다발
다음 데이터가 주어졌다고 하자.
- 매끄러운 다양체 {\displaystyle M}
- 리 군 {\displaystyle G}
- {\displaystyle G}-매끄러운 주다발 {\displaystyle P}
- {\displaystyle G}의 매끄러운 유한 차원 실수 표현 {\displaystyle \rho \colon V\to \operatorname {GL} (V;\mathbb {R} )}

이 경우, 연관 벡터 다발 {\displaystyle P\times _{G}V}를 구성할 수 있다. 이 경우, {\displaystyle P\times _{G}V} 위의 납땜은 각 {\displaystyle x\in X}에 대하여 동형 사상
{\displaystyle \theta _{x}\colon \mathrm {T} _{x}M\to P\times _{G}V}
로 주어진다.
즉, 이 경우 납땜 형식 {\displaystyle \theta }는 {\displaystyle G}-등변 {\displaystyle {\mathfrak {g}}}값 1차 미분 형식
{\displaystyle \theta \in \Omega ^{1}(P;{\mathfrak {g}})}
가운데, {\displaystyle \ker \theta =\mathrm {V} P}인 것이다. 특히, {\displaystyle \theta }는 수평 미분 형식이다.:§5.1
이 경우, {\displaystyle (P,\rho ,\theta )}를 {\displaystyle M} 위의 {\displaystyle G}-구조({\displaystyle G}-構造, 영어: {\displaystyle G}-structure)라고 한다.:§5.1
만약 추가로 {\displaystyle \rho }가 충실한 표현(즉, 단사 함수)일 경우, 이 경우 {\displaystyle P}는 1차 틀다발 {\displaystyle \mathrm {F} ^{1}M}의 부분 주다발이 된다. 구체적으로, {\displaystyle p\in P}에 대응하는 틀은 다음과 같다.
{\displaystyle v\mapsto \theta _{\pi (x)}^{-1}([(p,v)])\qquad (v\in V)}

### 주다발
매끄러운 다양체 {\displaystyle M} 위의 매끄러운 주다발 {\displaystyle P}의 납땜 {\displaystyle (o,\theta )}의 개념은 자명하다. 이는 단면 {\displaystyle o\in \Gamma (P)}의 존재에 따라 {\displaystyle P}가 대역적으로 자명한 주다발 {\displaystyle P=M\times G}이 되며, {\displaystyle \mathrm {V} P=P\times {\mathfrak {g}}}이므로 이에 따라
{\displaystyle \mathrm {T} M\cong M\times {\mathfrak {g}}}
가 되기 때문이다. 즉, 접다발 {\displaystyle \mathrm {T} M} 역시 자명한 벡터 다발이 된다.
이 때문에, 보통 "주다발 위의 납땜"은 사실 그 위의 어떤 연관 벡터 다발 위의 납땜을 뜻한다.